# پل (برنامه تلویزیونی)
پل (اسپانیایی: El Puente‎) یک برنامهٔ تلویزیونی واقع‌نما اسپانیایی است که در آن، عده‌ای از شرکت‌کنندگان در قالب یک تیم می‌بایست تلاش کنند تا پلی بسازند.
فصل اول این برنامه در سال ۲۰۱۷ میلادی در پاتاگونیای آرژانتین و فصل دوم در ویتنام ساخته شده و از ۲۳ سپتامبر ۲۰۱۸، تمامی قسمت‌های به‌صورت «ویدئو هنگام درخواست» در دسترس است.